# Josef Straub
Josef Straub (gedoopt Wiesensteig, 17 maart 1712 - begraven Maribor, 25 maart 1756) was een Duits-Oostenrijkse beeldhouwer.

## Leven en werk
Straub was een zoon van Johann Georg Straub en Anna Maria Baumeister. Hij stamt uit een beeldhouwersfamilie, zijn vader  en broers Johann Baptist, Philipp Jakob en Johann Georg jr. waren beeldhouwers. 
Straub leerde de beginselen van het vak van zijn vader. In 1736 was hij assistent van de Heinrich Michael Löhr, die als beeldhouwer in Ljubljana werkte. Na een ruzie met het gilde vertrok Straub naar Maribor, waar hij in 1743 voor het eerst wordt vermeld. Straub werkte voornamelijk in hout, maar ook in steen. Hij maakte veelal werk voor kerkelijke interieurs, zoals altaren en sculpturen, vooral in het huidige Slovenië. Hij overleed op 44-jarige leeftijd.
- Gemeinsame Normdatei: 129234230
- International Standard Name Identifier: 0000 0000 6681 733X
- Union List of Artist Names: 500117776
- Virtual International Authority File: 33071214
- WorldCat: E39PBJrGtTXckHhydbp9bDckjC